# La Déchéance de miss Drake
Pour plus de détails, voir Fiche technique et Distribution.
La Déchéance de miss Drake (The Story of Temple Drake) est un film dramatique américain Pré-Code réalisé par Stephen Roberts, sorti en 1933, adapté du roman Sanctuaire de William Faulkner. Bien qu'édulcoré, le film était encore si scandaleux qu'il fut à l'origine du code Hays. Miriam Hopkins y joue une femme du sud des États-Unis, aux mœurs très libres, qui tombe sous l'emprise d'un gang mené par le violent « Trigger (en) », interprété par Jack La Rue.

## Synopsis
Temple Drake est la petite-fille gâtée du juge de Dixon, une ville du sud des États-Unis. Pendant une soirée très alcoolisée, elle sort avec Toddy Gowan, un de ses prétendants, mais la voiture dans laquelle ils se trouvent heurte un arbre tombé en travers de la route et se retourne, près du bar de Lee Goodwin, un bootlegger. Privés de moyen de locomotion, menacés par un gros orage, ils suivent Tommy, un simple d'esprit qui les emmène à la maison de Trigger, un  chef de gang vicieux et impuissant. Lorsque Toddy est frappé par Trigger quand il essaye de la défendre, Temple tente en vain de s'échapper. Ruby Lemarr, épouse de Lee, tente de la protéger en l'envoyant dormir dans une grange gardée par Tommy. Le lendemain matin, Trigger, ivre, devant Temple épouvantée tue Tommy, viole la jeune femme et l'emmène dans un bordel de la ville ; pendant ce temps Toddy s'échappe du bar. Le procureur, Stephen Benbow, qui est aussi son ancien amant, retrouve Temple mais celle-ci refuse de témoigner contre son agresseur. Prisonnière de Trigger, lorsque celui-ci veut la violer à nouveau, Temple s'empare du revolver de son ravisseur et l'abat. Elle assiste au procès de Lee, qui n'ayant aucune conscience de la gravité de ses actes, avoue l'assassinat de Trigger.

## Fiche technique
- Titre français : La Déchéance de miss Drake
- Titre original : The Story of Temple Drake
- Réalisation : Stephen Roberts
- Scénario : Oliver H.P. Garrett, Maurine Dallas Watkins, d'après le roman Sanctuaire de William Faulkner, paru en 1931
- Chef opérateur : Karl Struss
- Musique : Karl Hajos, Bernhard Kaun (non crédités)
- Costumes : Eugene Joseff
- Producteur : Benjamin Glazer
- Société de production :  Paramount Pictures
- Pays d'origine :   États-Unis
- Genre : Film dramatique
- Durée : 70 minutes
- Date de sortie : 
  - États-Unis : 6 mai 1933

## Distribution
- Miriam Hopkins : Temple Drake
- Jack La Rue : Trigger
- William Gargan : Stephen Benbow
- William Collier Jr. : Toddy Gowan
- Irving Pichel : Lee Goodwin

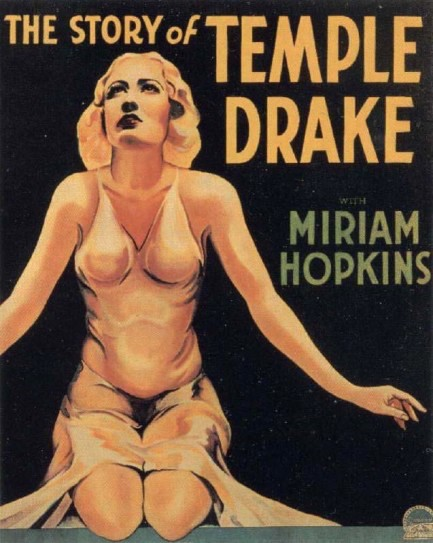
Affiche du film.

- Guy Standing : Juge Drake, le grand-père de Temple
- Elizabeth Patterson : Tante Jennie
- Florence Eldridge : Ruby Lemar
- James Eagles : Tommy
- Harlan Knight : Pap
- Oscar Apfel : le procureur du district
- John Carradine : un spectateur du tribunal
- Harold Goodwin
- Frank Darien (en)

## À noter
- La fin relativement optimiste du film est en contraste marqué avec la fin du roman Sanctuaire de Faulkner, dans lequel Temple se parjure devant un tribunal, ce qui entraîne le lynchage d'un homme innocent.
- En 1961, Tony Richardson a réalisé une nouvelle adaptation du roman de Faulkner, sous le titre Sanctuaire. Le film de Richardson est en fait une double adaptation, celle du roman Sanctuaire et du roman qui le suit, Requiem pour une nonne. Lee Remick y tient le rôle de Temple Drake, Yves Montand interprète le principal personnage masculin, Candy (et non plus Trigger), et la chanteuse afro-américaine Odetta y fait une de ses rares apparitions au cinéma.[réf. souhaitée]